# Leipäjuusto
Leipäjuusto je druh sýra, který pochází ze severního Finska a se skandinávskými imigranty se dostal také do Severní Ameriky. Vyrábí se z kravského mleziva (v domácích podmínkách se používá také sobí nebo kozí mlezivo), z něhož se pomocí syřidla odstraní syrovátka a ze vzniklé hmoty se udělá placka o síle maximálně tři centimetry, která se upeče v peci nebo nad otevřeným ohněm. Hotový sýr má nasládlou chuť a gumovitou konzistenci, na povrchu se vytvářejí hnědavé puchýřky vystouplého a připáleného tuku. Může se jíst studený i teplý, nejčastěji jako dezert: podává se s moruškovou nebo brusinkovou marmeládou, se šlehačkou a skořicí, nebo se nakrájí na malé kousky, které se namáčejí do kávy. Leipäjuusto se také suší do zásoby a pak se zapéká nebo griluje. Obsahuje dvanáct až dvaadvacet procent tuku. Název pochází z finských slov „leipä“ (chléb) a „juusto“ (sýr), používá se také výraz „narskujuusto“, odkazující na to, že sýr při jídle vrže mezi zuby. Ve Švédsku je známý jako „kaffeost“ (kávový sýr).